# Cameron McEvoy
Cameron James McEvoy, född 13 maj 1994 i Gold Coast, är en australisk simmare.

## Karriär
McEvoy tävlade i två grenar för Australien vid olympiska sommarspelen 2012 i London. Han var en del av Australiens lag som slutade på fjärde respektive femte plats på 4 x 100 meter frisim och 4 x 200 meter frisim.
Vid olympiska sommarspelen 2016 i Rio de Janeiro tävlade McEvoy i fyra grenar. Han slutade på 7:e plats på 100 meter frisim och tog sig till semifinal på 50 meter frisim. McEvoy var även del av Australiens lag som tog brons på både 4 x 100 meter frisim och 4 x 100 meter medley.
Vid olympiska sommarspelen 2020 i Tokyo slutade McEvoy på 29:e plats på 50 meter frisim och på 24:e plats på 100 meter frisim. Han simmade även i försöksheatet på 4×100 meter frisim, där Australien sedermera tog brons. McEvoy fick trots att han inte simmade i finalen motta bronsmedalj.
I juli 2023 vid långbane-VM i Fukuoka tog McEvoy sitt första VM-guld på 50 meter frisim efter ett lopp på 21,06 sekunder, vilket blev ett nytt oceaniskt rekord.
I februari 2024 vid VM i Doha tog McEvoy silver på 50 meter frisim och brons på 50 meter fjärilsim.